# Ramnetină
Ramnetina este un flavonol natural metoxilat și face parte din clasa flavonoidelor. Din punct de vedere structural, este de fapt 7-O-metil-quercetină. Se regăsește în cuișoare. A fost descoperită de chimistul austriac Josef Herzig.